# Setosella folini
Setosella folini is een mosdiertjessoort uit de familie van de Setosellidae. De wetenschappelijke naam van de soort is voor het eerst geldig gepubliceerd in 1882 door Jullien.